# Calliophis intestinalis
Calliophis intestinalis, comúnmente conocida como serpiente de coral a bandas de Malasia, serpiente chile o culebra chile es una pequeña serpiente venenosa de la familia Elapidae, endémica del sudeste asiático.
La designación "serpiente chile" se refiere a la parte inferior de su cola, que es de color rojizo como los chiles. Mientras que los nombres de esta serpiente en castellano incluyen: serpiente coralina malaya con bandas, serpiente coralina con bandas, y serpiente coralina rayada malaya.

## Descripción
La longitud del cuerpo de C. intestinalis alcanza los 60 cm. La cabeza es pequeña y casi del mismo ancho que el cuello. La parte superior del cuerpo es negra con una línea blanquecina, amarillenta o anaranjada que se extiende a lo largo del trayecto vertebral. Esta línea está ramificada y tiene la forma de la letra "Y" en la parte superior de su cabeza. A ambos lados de la parte inferior del cuerpo hay una línea blanquecina que se extiende hasta la cola. La parte inferior del cuerpo es en blanco y negro, con la parte inferior de la cola de color rojo brillante. Las escamas en la parte dorsal están dispuestas en 13 filas en el medio del cuerpo. Las escamas ventrales (parte inferior del cuerpo) cuentan con 197-273 piezas, mientras que las escamas subcaudales varían de 15 a 33 piezas. Los escudos labiales superiores (6 escamas) número 6, algunos de los cuales se encuentran en los bordes de los ojos, y uno de ellos está en contacto con las escamas del escudo nasal posterior. Escudo anal único e indiviso.

## Distribución y ecología
C. intestinalis se propaga en Tailandia, Malasia (Sem. Malaya y Sarawak-Sabah), Singapur e Indonesia (Sumatra, Java, Kalimantan). C. intestinalis vive en bosques húmedos, pero también se ven a menudo en campos de arroz, plantaciones rurales y patios. Esta tímida serpiente es activa durante la noche y puede vagar por tierra y por el suelo (semifosoriales). Estas serpientes se encuentran a menudo debajo de árboles, pilas de rocas e incluso colmenas. Su alimento principal son las serpientes de poros pequeños (fosoriales), entre las que se encuentran Calamaria sp. y Liopeltis.sp.
Durante el día, C. intestinalis no es agresiva y no esquiva cuando se la molesta. Si se la molesta, la serpiente aplana su cuerpo y levanta su cola, haciendo que la parte inferior de su cola parezca roja. A veces, esta serpiente también vuelca su cuerpo o muestra su vientre rayado en blanco y negro. El veneno es poderoso y se conocen casos fatales.
C. intestinalis es una serpiente ovípara (se reproduce poniendo huevos). La cantidad de huevos producidos es de 3-5 gramos. Los huevos eclosionan después de la incubación durante 80 a 85 días.